# 15149 Loufaix
A 15149 Loufaix (ideiglenes jelöléssel 2000 EZ141) a Naprendszer kisbolygóövében található aszteroida. the Catalina Sky Survey. fedezte fel 2000. március 2-án.